# 國島水馬
國島水馬（日语：／ Kunishima Suiba），本名國島守，日本愛知縣出身的東洋畫畫家、漫畫家。日治時代曾活躍在台灣的畫界。筆名水馬、水馬生。

## 略歷
大正5年（1916年）渡台，在「台灣日日新報」（以下簡稱台日）擔任漫畫記者，其後約二十年間，作為台日唯一的報紙諷刺漫畫家，在該報連載諷刺漫畫。
工作之餘，也活躍在當時的台灣畫壇，曾是「台灣日本畫協會」和「栴檀社」的會員。昭和3年（1928年），以「范謝將軍」入選第二回台灣美術展覽會。昭和9年（1934年），辭去台日的職務，之後開始繪製以1895年至1939年的44年間台灣史為主題的「漫畫台灣年史」，共完成一百組四千四百幅的彩色圖畫。昭和15年（1940年），在全台各地巡迴展出。巡迴展過後，是否長留台灣或返回日本內地，目前仍不明。